# Кураксу
Кураксу (каз. Құрақсу) — село в Аксуском районе Жетысуской области Казахстана. Входит в состав Матайского сельского округа. Код КАТО — 193269600.

## История
До 2013 года село являлось административным центром и единственным населённым пунктом Кураксуского сельского округа.

## Население
В 1999 году население села составляло 655 человек (362 мужчины и 293 женщины). По данным переписи 2009 года, в селе проживал 461 человек (233 мужчины и 228 женщин).